# Pelistega
Pelistega es un género de bacterias gramnegativas de la familia Alcaligenaceae. Fue descrito en el año 1998. Su etimología hace referencia a bacteria habitante de palomas. Son bacterias aerobias o anaerobias facultativas y de movilidad variable. Se pueden encontrar en animales como palomas, cerdos, ratas y también en heces de humanos.

## Taxonomía
Actualmente existen 4 especies descritas:
- Pelistega europaea
- Pelistega indica
- Pelistega ratti
- Pelistega suis